# Ntarama

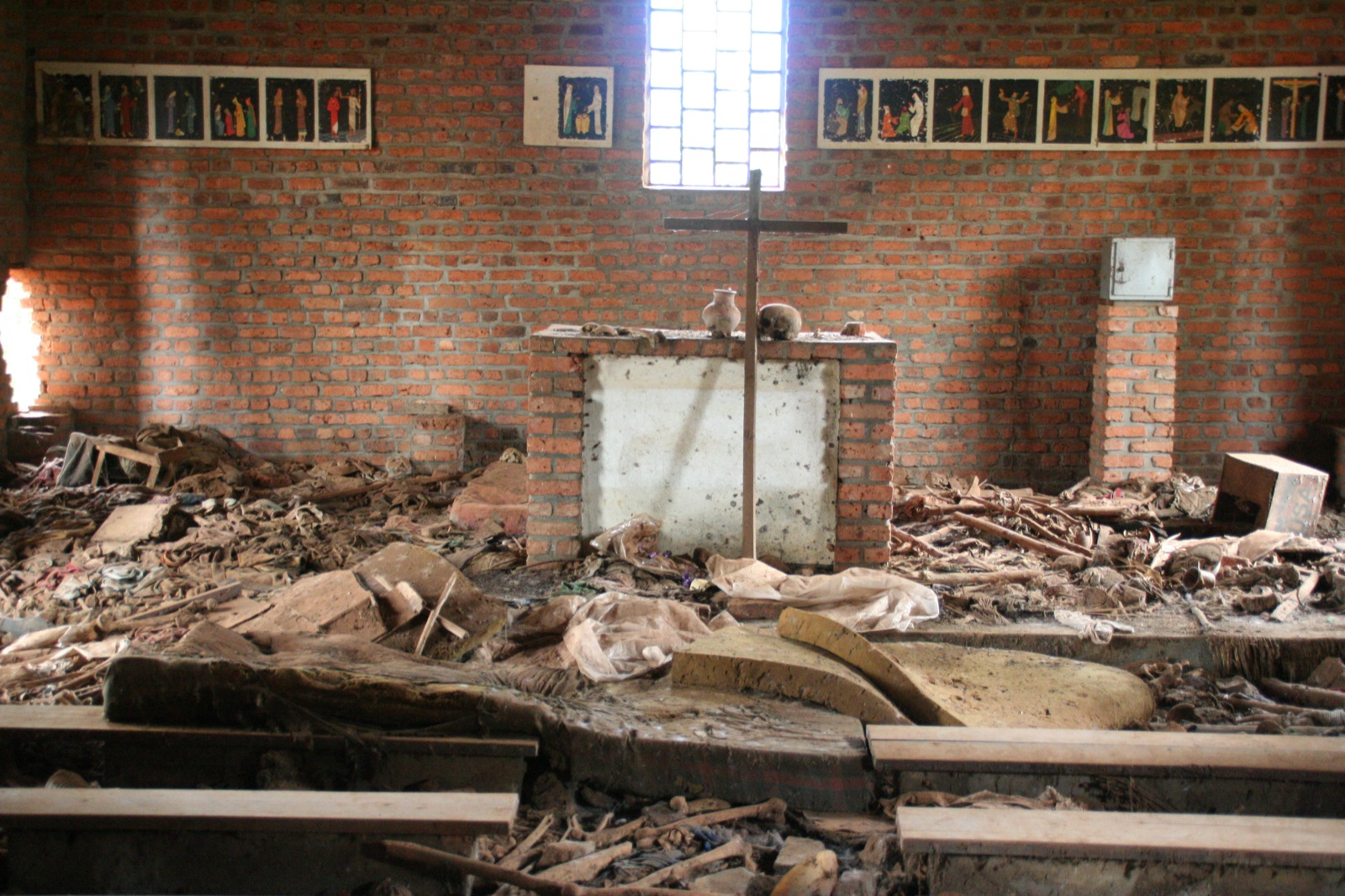
Autel de l’Eglise de Ntarama

Ntarama est une localité du district de Bugesera, dans la Province de l’Est du Rwanda.
La population était de 17 978 habitants en 2012.
Le 15 avril 1994, près de 5 000 Tutsi sont massacrés dans l'église de la localité.